# Chesias occidentalis
Chesias occidentalis là một loài bướm đêm trong họ Geometridae.